# Esperanto (Rosario Di Bella)
Esperanto è il terzo album del cantautore italiano Rosario Di Bella, pubblicato dall'etichetta discografica Mercury nel 1995.
Dal disco viene tratto il singolo Difficile amarsi.

## Tracce
1. Difficile amarsi
2. Sto pensando a te
3. Piccole grandi cose
4. Felice
5. Liberi
6. L'amore
7. La casa del pazzo
8. Ti aspetto
9. Me stesso
10. Il mare nella nave